# 藤本貴則
藤本 貴則（ふじもと たかのり、7月17日 - ）は、日本の作曲家、編曲家、ギタリスト。広島県福山市出身。LoveSmileMusicJAPAN所属。

## 経歴
大阪スクールオブミュージック専門学校プロミュージシャン科ギターテクニックコースを卒業後、ギタリストとして活動していたが、バンドの解散を機に作曲家に転向した。

## 提供作品

### アーティスト
AKB48グループ
- AKB48
  - 「青空カフェ」（作曲）
  - 「僕たちのイデオロギー」（作曲・編曲）
  - 「そんなに好きだったら」（作曲）

- SKE48
  - 「アンテナ」（作曲）

- NMB48
  - 「ドリアン少年」（作曲）
  - 「ハート、叫ぶ。」（作曲）
  - 「夢に色がない理由」（作曲）

- HKT48
  - 「誰より手を振ろう」（作曲）

- STU48
  - 「誰かといたい」（作曲・編曲）

- NO NAME
  - 「虹の列車」（作曲）

- フレンチ・キス
  - 「ある秋の日のこと」（作曲）

- 渡り廊下走り隊
  - 「完璧ぐ〜のね」（作曲）
  - 「アッカンベー橋」（作曲）

- 高橋みなみ
  - 「still」（作曲）

- 渡辺麻友
  - 「軟体恋愛クラゲっ娘」（作曲）
  - 「最初のジャック」（作曲）

- シマダ&ロマンドール（せんだみつお&渡り廊下走り隊）
  - 「恋のアルチザン」
  - 「浜崎橋は今日も駄目」

上木彩矢
- 「傷だらけでも抱きしめて」（作曲）

岸本早未
- 「Life enjoy」（作曲）

倉木麻衣
- 「everything」（作曲）

栗咲寛子
- 「恋」（作曲）

スパークリング☆ポイント
- 「サンキュー!!」（作曲）
- 「幻の月」（作曲）

つるの剛士
- 「メダリスト」（作曲）

D［diː］
- 「killer bee」（作曲）

新山詩織
- 「Looking to the sky」（作曲）
- 「Hello」（作曲）

Hundred Percent Free
- 「Hello Mr. my yesterday」（作曲）

B.B.クィーンズ
- 「小さな旅」（作曲）

兵庫ケンイチ
- 「小さな道の強い花」（作曲）

真中潤
- 「Perfect」（作曲）
- 「memories」（作曲）
- 「24」（作曲）

ラストアイドル
- ハグから始めよう（作曲）

### アニメ・声優
学園生活部
- 「ふ・れ・ん・ど・し・た・い」（作曲）

ユギリ・ペルセルテ（水樹奈々）
- 「リボンの音符♪」（作曲）

橋本みゆき
- 「命短し、恋せよ姫!」（作曲）

越前リョーマ&遠山金太郎
- 「50/50」（作曲）

不二周助（甲斐田ゆき）&平古場凛（吉野裕行）
- 「COLOR」（作曲）

鮎沢美咲（藤村歩）
- 「Shining Days」（作曲）